# جونیس امادیچ
جونیس امادیچ (انگلیسی: Jānis Šmēdiņš؛ زادهٔ ۳۱ ژوئیهٔ ۱۹۸۷) بازیکن والیبال، و بازیکن والیبال ساحلی اهل لتونی است.